# 夏茸尕布·洛桑图丹格勒坚赞
夏茸尕布·洛桑图丹格勒坚赞（藏語：ལ་མོ་ཞབས་དང་དཀར་པོ་ས་ཕེང་བཞླ་བ་བོ་བཟང་ཐབ་བསན་དགེ་ལེགས་རལ་མཚན，1729年—1796年）今青海省果洛藏族自治州阿尼玛卿山附近人，第四世（不计追认）夏茸尕布活佛。

## 生平
藏历饶迥土鸡年（清朝雍正七年，1729年）生于今青海省果洛藏族自治州阿尼玛卿山附近的阿力克桑杰家族，父名拉尕次成尖措，母名扎西吉。由七世达赖、赤钦丹贝尼玛共同确认为第三世夏茸尕布活佛的转世灵童。他曾先后拜阿柔格西钦毛（又译“阿力克格西钦茂”）、七世达赖、夏玛尔昂旺成列、赤钦嘉纳巴等人为师。18岁时，在茫拉修行时，大梵天、玛沁山神、赤雪措曼女神都现身显灵。他还目睹了吉祥怙主。他在玛古南杰林寺建了一尊用各种宝物制成的释迦牟尼像，并且为此建了四层高的金铜顶佛殿。他又据拉卜楞寺的规章建成了时轮金刚修供仪轨以及胜乐金刚、密集金刚、大威德金刚三尊正规仪轨，后来发展为拉茂德乾寺的密宗学院。
他一生曾两次进西藏，第一次进藏时，清朝朝廷授予他扎萨克爵，由此成为政教首领。第二世嘉木样协巴以及贡唐仓加样活佛叩拜过他。他曾任八世达赖的托钵师。
据说，他用业轮统治大地，在茫拉、沙沟河上下游以及秀龙等地陆续建立“乌尔格”（府邸），还在曲培扎萨克旗下内争时进行了调解，曲培在逝世前把扎萨克印信、旗民部落以及同德县的巴曲上下游等地赠给他。七世达赖封他为青海左右翼蒙古所有部落的“至尊上师”。
藏历十三饶迥火龙年（清朝嘉庆元年，1796年）圆寂，享年68岁。灵塔建在拉茂德乾寺大殿的内殿里，文革中被毁。